# Јанићије Мићић
Јанићије Мићић (Рожанство, 1874—Београд, 1949) био је потпуковник, учесник Балканских ратова и Првог светског рата и носилац два Ордена Карађорђеве звезде са мачевима. 

## Биографија
Рођен је у породици угоститеља Пауна и Јелице. Шест разреда основне школе похађао је у Прокупљу, а три разреда гимназије у Београду и Нишу. Српску пешадијску подофицирску школу завршио је 1892. године у Београду и одмах добио чин поднаредника.
Као активан официр у периоду од фебруара 1900. године до јула 1906. године, у чину водника и ађутанта налазио се на служби у XII пуку Карађорђе, затим у штабу XIX пука у Крагујевцу и IX Браничевској пуковској окружној команди. У то време је учествовао у четничким акцијама на турској територији, у Кумановској и Криво-паланачкој кази. Био је у горском штабу и командовао у борби на Челопеку 1905. године.
У пролеће 1906. године у Крагујевцу учествовао је у припреми Подофицирске контразавере против тадашњег режима, због незадовољства својим статусом у односу на заверенике из 1903. године. Завера је планирана за 1. мај 1906. године, али је 30. априла откривена. Велик војни суд у Београду оптужио је заверенике за велеиздају и 9. фебруара 1907. године изрекао строге казне, Јанићије је осуђен на шест година робије. У фебруару 1909. године је помилован, али у војну службу није враћен. Тек 29. новембра 1912. године враћен му је чин резервног поручника и упућен је на положај. Како у Балканским ратовима, тако и за време Првог светског рата, командовао је четама, више пута рањаван, прошавши кроз најтеже борбе и пробој Солунског фронта.
После рата, 1920. године, због заслуга враћен је у активну војну службу, у чину потпуковника, у ађутантски одсек Министарства војске и морнарице, а касније за командира Занатлијске чете војне одеће, одакле је отишао у пензију.
Живео је у својој кући у Београду. Умро је 17. априла 1949. године и сахрањен на Новом гробљу у Београду.

## Одликовања и споменице
- Орден Карађорђеве звезде IV степена
- Орден Карађорђеве звезде III степена
- Златна медаља за ревносну службу
- Орден Белог орла V степена
- Орден Белог орла IV степена
- Албанска споменица
- Француски Орден Легије части V реда